# Elephantomyia subhumilis
Elephantomyia subhumilis är en tvåvingeart som beskrevs av Alexander 1938. Elephantomyia subhumilis ingår i släktet Elephantomyia och familjen småharkrankar.
Artens utbredningsområde är Ecuador. Inga underarter finns listade i Catalogue of Life.